# John Barrasso
John Barrasso (Reading, Pensilvania, 21 de julio de 1952) es un político estadounidense. Representa al estado de Wyoming en el Senado de ese país desde 2007. Está afiliado al Partido Republicano.

## Posiciones
Es partidario de un gobierno pequeño, con pocos impuestos, un nivel bajo de gasto, los valores familiares tradicionales, el control local del gobierno y una defensa nacional fuerte. Está contra el aborto, y tiene posiciones muy liberales sobre el porte de armas.

### Medioambiente
Es un abierto contradictor del cambio climático, y ha dicho que los cambios de la temperatura no están relacionados con las actividades industriales de los seres humanos durante las últimas décadas.
Fue un duro crítico de las iniciativas y probramas del expresidente Barack Obama. Durante la administración En 2017, fue uno de los 22 senadores que firmó una carta, pidiéndole al presidente Donald Trump que saque a Estados Unidos del Acuerdo de París, el cual busca reducir los efectos del cambio climático.